# Геро I (Саксонска източна марка)
Геро I (на немски: Gero I der Große, * ок. 900, † 20 май 965), наричан Велики (на латински: Magnus) или Железния, е първият и единствен маркграф на Саксонската източна марка‎ от 937 до смъртта си 965 г. Марката се нарича също и Марка Геро (Marca Geronis).

## Биография
Геро е син на саксонския граф Титмар фон Мерзебург († 1 юни 932) и на съпругата му Хилдегарда, снаха на граф Ервин от Мерзебург. Баща му е възпитател и довереник на Хайнрих I Птицелов, херцога на Саксония, и на първата му съпруга Хатебурга Мерзебургска. Брат е на Зигфрид I, граф на Мерзебург († 10 юли 937).
През 937 г. източнофранкският крал Ото I Велики създава маркграфството Саксонска източна марка‎ (на латински: Marchia orientalis) на територията на бившата франкска Сорбска марка и назначава Геро за маркграф. Това води до въстание на Танкмар, по-големият полубрат на Ото Велики, който очаквал да получи тези територии.
През 939 г. Геро получава от крал Ото командването на войната против славяните Венди на Елба и Долна Заале. След жестоки боеве Геро подчинява славяните. Според Видукинд той нарежда една вечер убийството на почти тридесет славянски князе на един банкет. Между 939 и 965 г. той потушава непрекъснато въстания. През 955 г. след битката при Ракса той пленява 700 славяни и нарежда обезглавяването им. През 962/963 г. той побеждава полския херцог Мешко I.
След смъртта на двамата му сина Зигфрид и Геро II (през 959 г.) той основава женския манастир Св. Кириак в Гернроде, поставя снаха си Хадвиг (Хатуи, + 1014), съпругата на Зигфрид и дъщеря на Вихман I Стари от Билунгите, за абатиса и му дава според документ от 25 март 964 г. собственост в 76 места, църкви и земи.
Малко преди смъртта си Геро предприема поклоническо пътуване до Рим. Той умира през 965 г. и е погребан в манастирската църква Св. Кириаку в Гернроде. На манастира той завещава наследствените си земи (алоди). Саксонската източна марка след неговата смърт ‎е разделена на пет марки. Създават се Северна марка, Марк Лужица, Марк Майсен, Марк Цайц и Марк Мерзебург.
Геро е женен вероятно за Юдита. Двата му сина умират преди него. Неговата сестра Хида († 970) е омъжена с маркграф Христиан († 950) от гау Зеримунт, и нейният син Титмар наследява чичо си 976 г. като маркграф на Майсен и Мерзебург.

## Деца
- Геро († 959)
- Зигфрид († 959), граф в Северна Тюрингия, женен за Хатуи († 1014), дъщеря на Вихман I Стари, абатиса в Гернроде
- Хедвиг († сл. 964), абатиса в Гернроде